# KWRR
Koordinaten: 43° 27′ 30″ N, 108° 11′ 41″ W

Flagge des Northern Arapaho Tribe, dessen Mitglieder in Wind River leben

KWRR ist eine Public Radio Station in Ethete, Wyoming. Sie versorgt die Einwohner der Wind River Indian Reservation mit einem lokalen Programm und Country-Musik. Dazu werden Sendungen des National Public Radio und Native Voice One übernommen. KWRR sendet seit 1996.
KWRR sendet im UKW „Public-Radio-Bereich“ auf 89,5 MHz mit einer Leistung von 85 kW. Mit dieser Leistung ist es möglich, das gesamte Gebiet von 9.147,864 km² (mit Wasserflächen) des siebtgrößten Indianerreservats der Vereinigten Staaten zu versorgen. Die Station gehört dem Business Council of the Northern Arapaho Tribe.